# 金晋燮
金 晋燮（キム・ジンソプ、朝鮮語: 김진섭/金晉燮、1903年8月24日 - 没年不詳）は、日本統治時代の朝鮮及び大韓民国の評論家、随筆家、詩人、作家、ドイツ文学者、アナウンサー。
号は聴川（チョンチョン、청천/聽川）。

## 生涯
全羅南道木浦に生まれ。幼少期いっとき慶尚南道安東で過ごす。1927年に法政大学文学部独文科卒。1925年に文学評論家として登壇、以後随筆の大家として名を鳴らした。
解放後は京城放送局員、ソウル大学校中央図書館長、ソウル大学校・成均館大学校教授を歴任したが、自宅にいた際に北朝鮮に拉致され、以後消息不明。